# Mickie Krause/Diskografie
Diese Diskografie ist eine Übersicht über die musikalischen Werke des deutschen Schlagersängers Mickie Krause und seiner Pseudonyme wie Krausetto und Mickie Krauss. Den Schallplattenauszeichnungen zufolge hat er bis September 2023 mehr als 1,3 Millionen Tonträger verkauft. Seine erfolgreichsten Veröffentlichungen sind die Singles Schatzi schenk mir ein Foto! und Geh mal Bier hol’n (GmBh) mit jeweils über 300.000 verkauften Einheiten, womit sie zu den meistverkauften Schlagern in Deutschland der 2010er-Jahre zählen.

## Alben

### Studioalben
| Jahr | Titel Musiklabel                                                                                     | Höchstplatzierung, Gesamtwochen, AuszeichnungChartplatzierungen (Jahr, Titel, Musiklabel, Platzierungen, Wochen, Auszeichnungen, Anmerkungen) | Höchstplatzierung, Gesamtwochen, AuszeichnungChartplatzierungen (Jahr, Titel, Musiklabel, Platzierungen, Wochen, Auszeichnungen, Anmerkungen) | Höchstplatzierung, Gesamtwochen, AuszeichnungChartplatzierungen (Jahr, Titel, Musiklabel, Platzierungen, Wochen, Auszeichnungen, Anmerkungen) | Anmerkungen                           |
| Jahr | Titel Musiklabel                                                                                     | DE | AT | CH | Anmerkungen                           |
| ---- | --- | --- | --- | --- | ------------------------------------- |
| 2001 | OK … Folgendes – Meine größten Erfolge Teil 2 Electrola (EMI)                                        | DE85 (2 Wo.)DE | — | — | Erstveröffentlichung: 5. Januar 2001  |
| 2003 | Krause Alarm – Das beste Partyalbum der Welt Electrola (EMI)                                         | DE76 (1 Wo.)DE | — | — | Erstveröffentlichung: 13. Juni 2003   |
| 2006 | Wie Blei in den Regalen – 19 Songs, alles Hits Electrola (EMI)                                       | DE56 (3 Wo.)DE | — | — | Erstveröffentlichung: 28. Juli 2006   |
| 2007 | Vom Mund in die Orgel – Mickie Krause singt die schönsten Fahrten- und Wanderlieder! Electrola (EMI) | DE74 (1 Wo.)DE | — | — | Erstveröffentlichung: 27. Juli 2007   |
| 2010 | Entscheidung auf Mallorca Electrola (EMI)                                                            | DE70 (1 Wo.)DE | — | — | Erstveröffentlichung: 30. Juli 2010   |
| 2012 | Eins.Plus.wie.immer Electrola (EMI)                                                                  | DE30 (2 Wo.)DE | — | — | Erstveröffentlichung: 17. August 2012 |
| 2014 | Ein Wort sagt mehr als 1000 Bilder Rhingtön (UMG)                                                    | DE27 (2 Wo.)DE | — | — | Erstveröffentlichung: 30. Mai 2014    |
| 2025 | Plus 1 Madizin Music (GTG)                                                                           | DE20 (1 Wo.)DE | — | — | Erstveröffentlichung: 14. März 2025   |

### Livealben
| Jahr | Titel Musiklabel                                                 | Anmerkungen                                                                                |
| ---- | ---------------------------------------------------------------- | ------------------------------------------------------------------------------------------ |
| 2013 | Eins.Plus.wie.immer – Live mit Band aus dem Luxor Rhingtön (UMG) | Erstveröffentlichung: 22. November 2013 Verkäufe werden in DE dem Studioalbum hinzuaddiert |

### Kompilationen
| Jahr | Titel Musiklabel                                                | Höchstplatzierung, Gesamtwochen, AuszeichnungChartplatzierungen (Jahr, Titel, Musiklabel, Platzierungen, Wochen, Auszeichnungen, Anmerkungen) | Höchstplatzierung, Gesamtwochen, AuszeichnungChartplatzierungen (Jahr, Titel, Musiklabel, Platzierungen, Wochen, Auszeichnungen, Anmerkungen) | Höchstplatzierung, Gesamtwochen, AuszeichnungChartplatzierungen (Jahr, Titel, Musiklabel, Platzierungen, Wochen, Auszeichnungen, Anmerkungen) | Anmerkungen                             |
| Jahr | Titel Musiklabel                                                | DE | AT | CH | Anmerkungen                             |
| ---- | --------------------------------------------------------------- | --- | --- | --- | --------------------------------------- |
| 2008 | 10 Jahre – Gute Unterhaltung Emm Records (EMI)                  | DE55 (3 Wo.)DE | — | — | Erstveröffentlichung: 1. August 2008    |
| 2016 | Krause’s Fussballhits Rhingtön (UMG)                            | — | — | — | Erstveröffentlichung: 3. Juni 2016      |
| 2016 | Duette Rhingtön (UMG)                                           | — | — | — | Erstveröffentlichung: 16. Oktober 2016  |
| 2018 | Wir woll’n feiern für die Ewigkeit! Best Of! Rhingtön (UMG)     | DE35 (2 Wo.)DE | — | — | Erstveröffentlichung: 10. August 2018   |
| 2023 | Oktoberfest Party mit Mickie Krause Global Clearing House (UMG) | — | — | — | Erstveröffentlichung: 1. September 2023 |
| 2024 | Après Ski-Hits mit Mickie Krause Global Clearing House (UMG)    | — | — | — | Erstveröffentlichung: 2. Januar 2024    |

### EPs
| Jahr | Titel Musiklabel                                                         | Anmerkungen                                            |
| ---- | ------------------------------------------------------------------------ | ------------------------------------------------------ |
| 2020 | Weihnachtsparty mit Mickie Krause Global Clearing House (UMG)            | Erstveröffentlichung: 1. Dezember 2020                 |
| 2020 | Silvesterparty mit Mickie Krause Global Clearing House (UMG)             | Erstveröffentlichung: 18. Dezember 2020                |
| 2021 | Karnevalsparty mit Mickie Krause Global Clearing House (UMG)             | Erstveröffentlichung: 5. Februar 2021                  |
| 2021 | Live! @ Studio Electrola (UMG)                                           | Erstveröffentlichung: 2. April 2021                    |
| 2022 | Ballermann Hits Party 2022 mit Mickie Krause Global Clearing House (UMG) | Erstveröffentlichung: 7. April 2022                    |
| 2023 | Après Ski-Hits Party mit Mickie Krause Global Clearing House (UMG)       | Erstveröffentlichung: 20. Januar 2023                  |
| 2023 | Ballermann Hits Party 2023 mit Mickie Krause Global Clearing House (UMG) | Erstveröffentlichung: 5. Juni 2023                     |
| 2023 | Noisetime Remix EP Electrola (UMG)                                       | Erstveröffentlichung: 22. September 2023 mit Noisetime |
| 2024 | Karneval Party mit Mickie Krause Global Clearing House (UMG)             | Erstveröffentlichung: 2. Februar 2024                  |
| 2025 | Malle Party 2025 Madizin Music (BLAS)                                    | Erstveröffentlichung: 30. Mai 2025                     |

## Singles

### Als Leadmusiker
| Jahr | Titel Album | Höchstplatzierung, Gesamtwochen, AuszeichnungChartplatzierungen (Jahr, Titel, Album, Platzierungen, Wochen, Auszeichnungen, Anmerkungen) | Höchstplatzierung, Gesamtwochen, AuszeichnungChartplatzierungen (Jahr, Titel, Album, Platzierungen, Wochen, Auszeichnungen, Anmerkungen) | Höchstplatzierung, Gesamtwochen, AuszeichnungChartplatzierungen (Jahr, Titel, Album, Platzierungen, Wochen, Auszeichnungen, Anmerkungen) | Anmerkungen |
| Jahr | Titel Album | DE | AT | CH | Anmerkungen |
| ---- | --- | --- | --- | --- | --- |
| 1998 | Anita OK … Folgendes – Meine größten Erfolge Teil 2                                                                                      | — | — | — | Erstveröffentlichung: 13. Mai 1998 Original: Costa Cordalis                                                               |
| 1999 | Olé wir hol’n den Cup in Barcelona auch bekannt als: Olé wir fahr’n in Puff nach Barcelona OK … Folgendes – Meine größten Erfolge Teil 2 | — | — | — | Erstveröffentlichung: 11. Mai 1999 Original: Traditional – Funiculì, Funiculà                                             |
| 1999 | 10 nackte Friseusen OK … Folgendes – Meine größten Erfolge Teil 2                                                                        | DE26 (9 Wo.)DE | AT40 (1 Wo.)AT | — | Erstveröffentlichung: 25. Juni 1999                                                                                       |
| 2000 | Zeig doch mal die Möpse OK … Folgendes – Meine größten Erfolge Teil 2                                                                    | — | — | — | Erstveröffentlichung: 13. Juni 2000                                                                                       |
| 2000 | Der Ober bricht / Mickie Krause Megamix OK … Folgendes – Meine größten Erfolge Teil 2                                                    | — | — | — | Erstveröffentlichung: 2000                                                                                                |
| 2001 | Geh doch zu Hause, du alte Scheiße! Krause Alarm                                                                                         | DE67 (9 Wo.)DE | — | — | Erstveröffentlichung: 2001                                                                                                |
| 2002 | Knockin’ on Heaven’s Door Krause Alarm                                                                                                   | DE83 (3 Wo.)DE | — | — | Erstveröffentlichung: 3. Juni 2002 Original: Bob Dylan                                                                    |
| 2003 | Reiss die Hütte ab! Krause Alarm | DE72 (1 Wo.)DE | — | — | Erstveröffentlichung: 24. Februar 2003 Original: Lally Stott – Chirpy Chirpy Cheep Cheep                                  |
| 2006 | Arschgeweih Wie Blei in den Regalen | — | — | — | Erstveröffentlichung: 1. April 2006                                                                                       |
| 2006 | Laudato si Wie Blei in den Regalen | DE62 (9 Wo.)DE | — | — | Erstveröffentlichung: 26. Mai 2006                                                                                        |
| 2006 | Kumbaja Wie Blei in den Regalen | DE57 (4 Wo.)DE | — | — | Erstveröffentlichung: 29. Dezember 2006 Original: Traditional                                                             |
| 2007 | Finger im Po – Mexiko Vom Mund in die Orgel                                                                                              | DE51 (12 Wo.)DE | — | — | Erstveröffentlichung: 29. Juni 2007                                                                                       |
| 2008 | Ich glaub hier ist doch wieder Alkohol im Spiel Vom Mund in die Orgel                                                                    | DE96 (3 Wo.)DE | — | — | Erstveröffentlichung: 4. Januar 2008 feat. Chaos Team                                                                     |
| 2008 | Supa Deutschland! (Wir werden Europameister) 10 Jahre – Gute Unterhaltung                                                                | DE16 (7 Wo.)DE | — | — | Erstveröffentlichung: 23. Mai 2008                                                                                        |
| 2008 | Orange trägt nur die Müllabfuhr 10 Jahre – Gute Unterhaltung                                                                             | DE31 (10 Wo.)DE | — | — | Erstveröffentlichung: 13. Juni 2008 feat. Chaos Team; Original: Village People – Go West                                  |
| 2008 | Jan Pillemann Otze Entscheidung auf Mallorca                                                                                             | DE60 Gold · (6 Wo.)DE | — | — | Erstveröffentlichung: 15. August 2008 Verkäufe: + 150.000                                                                 |
| 2009 | Jede Stelle meines Körpers – | DE87 (2 Wo.)DE | — | — | Erstveröffentlichung: 2. Januar 2009 Original: A. Kuby & M. Mosar – Körperzellen Rock                                     |
| 2009 | Düp Düp Entscheidung auf Mallorca | DE52 (13 Wo.)DE | — | — | Erstveröffentlichung: 17. Juli 2009 Original: Planet Funk – Chase the Sun                                                 |
| 2010 | Ich bin solo Entscheidung auf Mallorca                                                                                                   | DE87 (2 Wo.)DE | — | — | Erstveröffentlichung: 23. Juli 2010 Original: The Sutherland Brothers – Sailing                                           |
| 2010 | Wau wau / Geile Sau Entscheidung auf Mallorca                                                                                            | — | — | — | Erstveröffentlichung: 30. Juli 2010 feat. Stefan Tanz                                                                     |
| 2010 | Schatzi schenk mir ein Foto! Eins.Plus.wie.immer                                                                                         | DE27 Platin · (45 Wo.)DE | AT38 (8 Wo.)AT | CH70 (1 Wo.)CH | Erstveröffentlichung: 19. November 2010 Verkäufe: + 300.000; feat. Ko&Ko Original: Rogier & Co – Schatje, mag ik je foto? |
| 2012 | Nur noch Schuhe an! Eins.Plus.wie.immer                                                                                                  | DE32 Gold · (10 Wo.)DE | — | — | Erstveröffentlichung: 20. Juli 2012 Verkäufe: + 150.000 Original: Gebroeders Ko – Alleen maar schoenen aan                |
| 2014 | Rot sind die Rosen Ein Wort sagt mehr als 1000 Bilder                                                                                    | — | — | — | Erstveröffentlichung: 5. Mai 2014 feat. Ingrid & Klaus                                                                    |
| 2014 | Geh mal Bier hol’n (GmBh) Ein Wort sagt mehr als 1000 Bilder                                                                             | DE44 Platin · (13 Wo.)DE | — | — | Erstveröffentlichung: 13. Juni 2014 Verkäufe: + 300.000                                                                   |
| 2014 | Schalala nach Hause Krause’s Fussballhits                                                                                                | — | — | — | Erstveröffentlichung: 23. Juni 2014 mit Jan Zerbst                                                                        |
| 2014 | Die Nummer 1 der Welt sind wir – | — | — | — | Erstveröffentlichung: 29. August 2014                                                                                     |
| 2015 | Biste braun, kriegste Fraun Ein Wort sagt mehr als 1000 Bilder                                                                           | DE— GoldDE | — | — | Erstveröffentlichung: 5. Juni 2015 Verkäufe: + 200.000                                                                    |
| 2016 | Wir sind die Kinder vom Süderhof Duette                                                                                                  | — | — | — | Erstveröffentlichung: 6. Mai 2016 feat. Chaos Team; Original: Rolf und seine Freunde – Die Kinder des Rock‘n’Roll         |
| 2016 | Finger weg von Sachen ohne Alkohol Wir woll’n feiern für die Ewigkeit! Best Of!                                                          | — | — | — | Erstveröffentlichung: 24. Juni 2016                                                                                       |
| 2016 | Richtung Mond Duette | — | — | — | Erstveröffentlichung: 20. Oktober 2016 feat. Dominik Ofner                                                                |
| 2017 | Mich hat ein Engel geküsst Wir woll’n feiern für die Ewigkeit! Best Of!                                                                  | — | — | — | Erstveröffentlichung: 6. Januar 2017 Original: Stef Ekkel & René Karst – Liever te dik in de kist…                        |
| 2017 | Einhorn – | — | — | — | Erstveröffentlichung: 9. Juni 2017                                                                                        |
| 2018 | Für die Ewigkeit Wir woll’n feiern für die Ewigkeit! Best Of!                                                                            | — | — | — | Erstveröffentlichung: 11. Mai 2018                                                                                        |
| 2018 | Wir woll’n feiern Wir woll’n feiern für die Ewigkeit! Best Of!                                                                           | — | — | — | Erstveröffentlichung: 8. Juni 2018                                                                                        |
| 2018 | Ein Tor – Schland vor – | — | — | — | Erstveröffentlichung: 14. Juni 2018                                                                                       |
| 2018 | Links rechts – | — | — | — | Erstveröffentlichung: 7. Dezember 2018 Original: Snollebollekes                                                           |
| 2018 | Drei Weizen aus dem Morgenland Weihnachtsparty mit Mickie Krause                                                                         | — | — | — | Erstveröffentlichung: 16. Dezember 2018                                                                                   |
| 2019 | Eine Woche wach Ballermann Hits Party mit Mickie Krause                                                                                  | DE— a GoldDE | — | — | Erstveröffentlichung: 10. Mai 2019 Verkäufe: + 200.000                                                                    |
| 2020 | 10 Liter Bier (und dann geht das) Oktoberfest Party mit Mickie Krause                                                                    | — | — | — | Erstveröffentlichung: 3. Juli 2020                                                                                        |
| 2020 | Früher gabs mehr Lametta Weihnachtsparty mit Mickie Krause                                                                               | — | — | — | Erstveröffentlichung: 25. November 2020                                                                                   |
| 2020 | Wir lassen uns das singen nicht verbieten! Silvesterparty mit Mickie Krause                                                              | — | — | — | Erstveröffentlichung: 11. Dezember 2020 feat. Matze Knop; Original: Tina York                                             |
| 2021 | Meine Freundin hat ein kleines Häuschen Karnevalsparty mit Mickie Krause                                                                 | — | — | — | Erstveröffentlichung: 29. Januar 2021                                                                                     |
| 2021 | Kann ich so nicht sagen müsst ich nackt sehen Ballermann Hits Party 2022 mit Mickie Krause                                               | — | — | — | Erstveröffentlichung: 17. September 2021                                                                                  |
| 2021 | Für Dich Ballermann Hits Party 2022 mit Mickie Krause                                                                                    | — | — | — | Erstveröffentlichung: 22. Oktober 2021                                                                                    |
| 2023 | Hütte, Hütte, schöne Berge Après Ski-Hits Party mit Mickie Krause                                                                        | — | — | — | Erstveröffentlichung: 5. Januar 2023                                                                                      |
| 2023 | Nie mehr Alkohol – Freie Getränke Ballermann Hits Party 2023 mit Mickie Krause                                                           | — | — | — | Erstveröffentlichung: 5. Mai 2023                                                                                         |
| 2023 | Die schönste Frau der Welt Après Ski-Hits mit Mickie Krause                                                                              | — | — | — | Erstveröffentlichung: 25. August 2023 feat. Markus Becker                                                                 |
| 2023 | Volare – | — | — | — | Erstveröffentlichung: 26. September 2023 Original: Domenico Modugno & Alberto Semprini – Nel blu, dipinto di blu          |
| 2023 | Cerveza ist besser Après Ski-Hits mit Mickie Krause                                                                                      | — | — | — | Erstveröffentlichung: 27. Oktober 2023                                                                                    |
| 2024 | Wenn der Krankenwagen kommt (Ist die Party vorbei) –                                                                                     | — | — | — | Erstveröffentlichung: 26. Januar 2024                                                                                     |
| 2024 | Mehr Promille als IQ – | — | — | — | Erstveröffentlichung: 5. April 2024                                                                                       |
| 2024 | Handwerker Plus 1 | DE79 (1 Wo.)DE | — | — | Erstveröffentlichung: 3. Mai 2024 feat. Julian Sommer                                                                     |
| 2024 | Bock auf Bier Plus 1 | — | — | — | Erstveröffentlichung: 12. Juli 2024 feat. Lorenz Büffel                                                                   |
| 2024 | Dann leg ich Schlager auf Plus 1 | — | — | — | Erstveröffentlichung: 6. September 2024 feat. Tim Toupet                                                                  |
| 2024 | Major Tom (völlig losgelöst) – | — | — | — | Erstveröffentlichung: 8. November 2024 mit Gerry (DJ Ötzi) & Florian Silbereisen als „MFG“                                |
| 2025 | Wo ist meine Mama Plus 1 | — | — | — | Erstveröffentlichung: 14. Februar 2025 feat. Frenzy                                                                       |
| 2025 | 2 Alkohol Plus 1 | — | — | — | Erstveröffentlichung: 13. März 2025 feat. Marc Eggers                                                                     |
| 2025 | Was bitte was Plus 1 | — | — | — | Erstveröffentlichung: 14. März 2025 feat. Semino Rossi                                                                    |
| 2025 | Gartenhütte – | — | — | — | Erstveröffentlichung: 11. Juli 2025                                                                                       |

### Als Gastmusiker
| Jahr | Titel Album                                                                                | Höchstplatzierung, Gesamtwochen, AuszeichnungChartplatzierungen (Jahr, Titel, Album, Platzierungen, Wochen, Auszeichnungen, Anmerkungen) | Höchstplatzierung, Gesamtwochen, AuszeichnungChartplatzierungen (Jahr, Titel, Album, Platzierungen, Wochen, Auszeichnungen, Anmerkungen) | Höchstplatzierung, Gesamtwochen, AuszeichnungChartplatzierungen (Jahr, Titel, Album, Platzierungen, Wochen, Auszeichnungen, Anmerkungen) | Anmerkungen                                                                            |
| Jahr | Titel Album                                                                                | DE | AT | CH | Anmerkungen                                                                            |
| ---- | ------------------------------------------------------------------------------------------ | --- | --- | --- | -------------------------------------------------------------------------------------- |
| 2008 | Wir ham’ St. Anton überlebt auch bekannt als: Wir ham’ Mallorca überlebt Heut ist mein Tag | DE83 (4 Wo.)DE | — | — | Erstveröffentlichung: 4. Januar 2008 Jürgen Milski feat. Mickie Krause                 |
| 2008 | Kleiner Hai (Dim dim …) –                                                                  | DE— bDE | AT— bAT | — | Erstveröffentlichung: 26. Juli 2008 Alemuel feat. Mickie Krause                        |
| 2020 | Der Gorilla mit der Sonnenbrille Best Of! 2                                                | — | — | — | Erstveröffentlichung: 31. Juli 2020 Volker Rosin feat. Mickie Krause                   |
| 2022 | Fiesta Mexicana #Schlager 2                                                                | — | — | — | Erstveröffentlichung: 10. Juni 2022 Stereoact feat. Mickie Krause; Original: Rex Gildo |
| 2022 | Mach die Robbe –                                                                           | — | — | — | Erstveröffentlichung: 14. Oktober 2022 Frank und seine Freunde feat. Mickie Krause     |

## Videoalben und Musikvideos

### Videoalben
| Jahr | Titel Musiklabel                                                                                       | Anmerkungen                |
| ---- | --- | -------------------------- |
| 2006 | Wie Blei in den Regalen – Live aus dem Riu Palace Mallorca und Alando Palais Osnabrück Electrola (EMI) | Erstveröffentlichung: 2006 |

### Musikvideos
| Jahr | Titel                                                    | Regie                      |
| ---- | -------------------------------------------------------- | -------------------------- |
| 2008 | Jan Pillemann Otze                                       |                            |
| 2009 | Düp Düp                                                  |                            |
| 2010 | Ich bin solo                                             |                            |
| 2010 | Wau wau / Geile Sau                                      |                            |
| 2011 | Schatzi schenk mir ein Foto! (Xtreme Sound Partyversion) |                            |
| 2015 | Biste braun, kriegste Fraun                              |                            |
| 2016 | Finger weg von Sachen ohne Alkohol                       |                            |
| 2016 | Richtung Mond                                            |                            |
| 2017 | Mich hat ein Engel geküsst                               |                            |
| 2017 | Für die Ewigkeit                                         | Cihan Simsek               |
| 2019 | Eine Woche wach                                          |                            |
| 2020 | Wir lassen uns das singen nicht verbieten!               |                            |
| 2021 | Nur noch Schuhe an! (Masken-Version)                     | Johanna Schelp             |
| 2021 | Meine Freundin hat ein kleines Häuschen                  | Mike Spelz                 |
| 2021 | Kann ich so nicht sagen müsst ich nackt sehen            |                            |
| 2021 | Für Dich                                                 |                            |
| 2022 | Mach die Robbe                                           |                            |
| 2023 | Eine Woche wach (Noisetime Remix)                        |                            |
| 2024 | Handwerker                                               | Manfred Baulig, Max Sommer |
| 2024 | Dann leg ich Schlager auf                                | Jakob Legner               |
| 2025 | Wo ist meine Mama                                        |                            |

## Autorenbeteiligungen
| Jahr | Titel Interpretation                         | Anmerkungen                             |
| ---- | -------------------------------------------- | --------------------------------------- |
| 2003 | Das Glück liegt auf der Straße Markus Becker | Erstveröffentlichung: 22. Dezember 2003 |

## Promoveröffentlichungen
| Jahr | Titel Album                                           | Anmerkungen                                        |
| ---- | ----------------------------------------------------- | -------------------------------------------------- |
| 2001 | Baby I Love You –                                     | Erstveröffentlichung: 2001 feat. Mallorca Allstars |
| 2003 | Du bist zu blöd um aussem Bush zu winken Krause Alarm | Erstveröffentlichung: 2003                         |
| 2004 | Wirft der Arsch auch Falten Wie Blei in den Regalen   | Erstveröffentlichung: 2004                         |
| 2005 | Alle total versaut Wie Blei in den Regalen            | Erstveröffentlichung: 2005                         |
| 2008 | Wieder Zuhaus –                                       | Erstveröffentlichung: 2008                         |

## Sonderveröffentlichungen

### Alben
| Jahr | Titel Musiklabel                                   | Anmerkungen                                                                   |
| ---- | -------------------------------------------------- | ----------------------------------------------------------------------------- |
| 2020 | Ich find Schlager toll – Das Beste Electrola (EMI) | Erstveröffentlichung: 14. August 2020 Teil der „Ich-find-Schlager-toll“-Reihe |

### Lieder
| Jahr | Titel Album                                                            | Anmerkungen |
| ---- | ---------------------------------------------------------------------- | --- |
| 2007 | Wir ham’ Mallorca überlebt Heut ist mein Tag                           | Erstveröffentlichung: 28. Juni 2007 Jürgen Milski feat. Mickie Krause                                                       |
| 2010 | Gute Freunde kann niemand trennen Lollywood (Bonus Track Fan-Edition)  | Erstveröffentlichung: 24. September 2010 Die Lollies feat. Various Artists; Original: Franz Beckenbauer                     |
| 2012 | Schatzi schenk mir ein Foto! (Volkstümliche Version) 20 Jahre Vollgas! | Erstveröffentlichung: 14. Dezember 2012 Marc Pircher feat. Mickie Krause; Original: Rogier & Co – Schatje, mag ik je foto?  |
| 2020 | Ich bin der König von Mallorca Das ultimative Jubiläums-Best-Of        | Erstveröffentlichung: 23. Oktober 2020 Jürgen Drews feat. Mickie Krause                                                     |
| 2020 | Der Gorilla mit der Sonnenbrille Best Of! 2                            | Erstveröffentlichung: 13. November 2020 Volker Rosin feat. Mickie Krause                                                    |
| 2022 | Fiesta Mexicana #Schlager 2                                            | Erstveröffentlichung: 5. August 2022 Stereoact feat. Mickie Krause; Original: Rex Gildo                                     |
| 2023 | Schatzi schenk mir ein Foto! Liebe ist für alle da                     | Erstveröffentlichung: 10. November 2023 Sonia Liebing feat. Mickie Krause; Original: Rogier & Co – Schatje, mag ik je foto? |

### Videoalben
| Jahr | Titel Musiklabel                                                 | Anmerkungen |
| ---- | ---------------------------------------------------------------- | --- |
| 2013 | Eins.Plus.wie.immer – Live mit Band aus dem Luxor Rhingtön (UMG) | Erstveröffentlichung: 22. November 2013 Bonus-DVD; Teil von Eins.Plus.wie.immer – Live mit Band aus dem Luxor (Deluxe Edition) |

## Statistik
|                     | DE     | AT    | CH    |
| ------------------- | ------ | ----- | ----- |
| Nummer-eins-Alben   | DE—DE  | AT—AT | CH—CH |
| Top-10-Alben        | DE—DE  | AT—AT | CH—CH |
| Alben in den Charts | DE10DE | AT—AT | CH—CH |

|                       | DE     | AT    | CH    |
| --------------------- | ------ | ----- | ----- |
| Nummer-eins-Singles   | DE—DE  | AT—AT | CH—CH |
| Top-10-Singles        | DE—DE  | AT—AT | CH—CH |
| Singles in den Charts | DE19DE | AT2AT | CH1CH |

### Auszeichnungen für Musikverkäufe
Anmerkung: Auszeichnungen in Ländern aus den Charttabellen bzw. Chartboxen sind in ebendiesen zu finden.
| Land/RegionAuszeichnungen für Musikverkäufe (Land/Region, Auszeichnungen, Verkäufe, Quellen) | Gold     | Platin     | Verkäufe  | Quellen           |
| -------------------------------------------------------------------------------------------- | -------- | ---------- | --------- | ----------------- |
| Deutschland (BVMI)                                                                           | 4× Gold4 | 2× Platin2 | 1.300.000 | musikindustrie.de |
| Insgesamt                                                                                    | 4× Gold4 | 2× Platin2 |           |                   |